# Injecție subcutanată
O injecție subcutanată este administrată sub formă de bolus în țesutul subcutanat, stratul de piele direct sub dermă și epidermă, denumit în mod colectiv cutis. Injecțiile subcutanate sunt extrem de eficiente în administrarea medicamentelor precum insulina, morfina, diacetilmorfina și goserelina. Administrarea subcutanată poate fi abreviată ca SC, SQ, sub-cu, sub-Q, subQ sau subcut. Subcut este abrevierea preferată pentru a reduce riscul de neînțelegere și erori potențiale.
Țesutul subcutanat are puține vase de sânge și astfel medicamentele injectate aici au rate de absorbție lente și susținute. Absorbția este mai lentă decât în cazul injecțiilor intramusculare, dar mai rapidă decât la injecțiile intradermice.

## Utilizări medicale

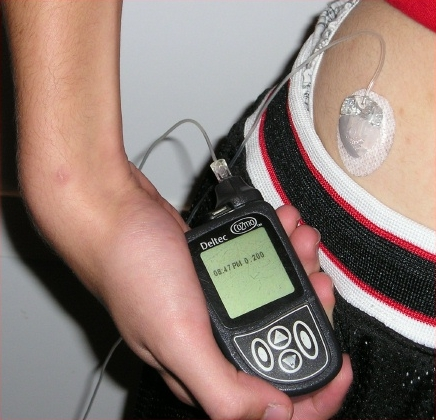
O pompă de insulină cu un loc de injectare subcutanat

O injecție subcutanată este administrată în țesutul gras al țesutului subcutanat, situat sub dermă și epidermă. Aceste injecții sunt utilizate în mod obișnuit pentru administrarea medicamentelor, în special a celor care nu pot fi administrate pe cale orală, deoarece nu ar fi absorbite din tractul gastro-intestinal. O injecție subcutanată este absorbită mai lent decât o substanță injectată intravenos sau într-un mușchi, dar mai rapid decât un medicament administrat pe cale orală.:721

### Medicamente
Printre medicamentele administrate în mod obișnuit prin injecție subcutanată se numără insulina, anticorpii monoclonali și heparina. Aceste medicamente nu pot fi administrate pe cale orală, deoarece moleculele sunt prea mari pentru a fi absorbite în intestine. Injecțiile subcutanate pot fi, de asemenea, utilizate atunci când sunt preferate biodisponibilitatea crescută și efectele mai rapide față de administrarea orală. În plus, injecțiile subcutanate sunt cea mai ușoară formă de administrare parenterală a medicamentelor de efectuat de către neprofesioniști și acestea sunt asociate cu mai puține efecte adverse, precum durerea sau infecția, față de alte forme de injecție.

#### Insulină
Unul dintre medicamentele cel mai frecvent administrate subcutanat este insulina. Deși s-a încercat încă din anii 1920 administrarea insulinei pe cale orală, dimensiunea mare a moleculei reprezintă o barieră în crearea unei formulări cu absorbție și predictibilitate care se apropie de injecțiile subcutanate de insulină. Aproape toate persoanele cu diabet de tip 1 și o proporție mai mică de persoane cu diabet de tip 2 necesită insulină ca parte a regimurilor lor de tratament, cu zeci de milioane de rețete pe an doar în Statele Unite.
În mod istoric, insulina a fost injectată dintr-un flacon folosind o seringă și un ac, dar poate fi administrată și subcutanat utilizând dispozitive precum stilouri injectoare sau pompe de insulină. O pompă de insulină constă dintr-un cateter care este introdus în țesutul subcutanat și apoi fixat pentru a permite administrarea insulinei de mai multe ori prin același loc de injectare.:722

### Consumul de droguri recreative
Injecția subcutanată poate fi, de asemenea, utilizată de oameni pentru a (auto) administra droguri recreative. Acest lucru poate fi denumit „skin popping”. În unele cazuri, administrarea de droguri ilicite în acest mod este asociată cu practici nesigure care duc la infecții și alte efecte adverse. În cazuri rare, aceasta are ca rezultat reacții adverse grave, cum ar fi amiloidoza AA. Printre medicamentele recreative raportate a fi administrate subcutanat se numără cocaina, mefedrona și derivați ai amfetaminei, precum PMMA.

## Contraindicații
Contraindicațiile pentru injecțiile subcutanate depind în principal de medicamentul specific administrat. Dozele mai mari de 2 ml într-o singură injecție nu sunt administrate subcutanat. De asemenea, medicamentele care pot provoca necroze sau care ar putea dăuna sau irita țesuturile nu trebuie administrate subcutanat. O injecție nu trebuie administrată într-un loc în care există inflamație sau leziuni ale pielii în zonă.:144

## Riscuri și complicații
În cazul dozelor normale de medicament (mai puțin de 2 ml în volum), complicațiile sau efectele adverse sunt foarte rare. Cele mai frecvente reacții adverse după administrarea injecțiilor subcutanate sunt denumite „reacții la locul injectării”. Acest termen cuprinde orice combinație de roșeață, umflături, mâncărime, vânătăi sau alte iritații care nu se răspândesc dincolo de imediata apropiere a injecției. Reacțiile la locul de injectare pot fi reduse la minimum dacă sunt necesare injecții repetate prin deplasarea locului de injectare la cel puțin un centimetru de injecțiile anterioare sau folosind cu totul alt loc de injectare. De asemenea, pot exista complicații specifice asociate cu medicamentul specific administrat.

### Reacții specifice medicamentelor
Datorită frecvenței injecțiilor necesare pentru administrarea produselor de insulină prin injecție subcutanată, insulina este asociată cu dezvoltarea lipohipertrofiei și lipoatrofiei. Acest fapt poate duce la absorbția mai lentă sau incompletă de la locul injectării. Rotația locului de injectare este principala metodă de prevenire a modificărilor structurii țesuturilor din cauza administrării de insulină. Anticoagulantele pe bază de heparină injectate subcutanat pot provoca hematoame și vânătăi în jurul locului de injectare datorită efectului lor anticoagulant. Printre aceastea se numără heparina și produsele cu heparină cu greutate moleculară mică, precum enoxaparina. Există unele dovezi cu certitudine scăzută că administrarea mai lentă a injecției poate reduce durerea cauzată de injecțiile cu heparină, dar nu riscul sau mărimea vânătăilor. Anticoagularea subcutanată pe bază de heparină poate duce, de asemenea, la necroza pielii din jur sau a leziunilor, cel mai frecvent atunci când este injectată în abdomen.
Multe medicamente au potențialul de a provoca leziuni locale sau umflături datorită efectului iritant pe care îl au asupra pielii și a țesuturilor subcutanate. Exemple de astfel de medicamente sunt apomorfina și acidul hialuronic injectat ca material de umplutură, care poate provoca învinețirea zonei. „Vânătaia” acidului hialuronic poate fi tratată folosind injecții cu enzima hialuronidază în jurul locului.
Alte reacții adverse frecvente specifice medicamentelor includ durere, arsură sau usturime, căldură, erupție cutanată, înroșire sau mai multe dintre aceste reacții la locul injectării, denumite în mod colectiv „reacții la locul injectării”. Acest lucru se observă cu injecția subcutanată de triptani pentru cefalee de migrenă, Medroxiprogesteron⁠(d) acetat pentru contracepție, precum și mulți anticorpi monoclonali. În majoritatea cazurilor, reacțiile la locul injectării sunt autolimitate și se vindecă singure după o perioadă scurtă de timp fără tratament și nu necesită întreruperea medicației.
Administrarea vaccinurilor pe cale subcutanată este, de asemenea, asociată cu reacții la locul injectării. Un exemplu este vaccinul BCG, care este asociat cu un aspect specific al cicatricilor care poate fi utilizat ca dovadă a vaccinării anterioare. Alte vaccinuri subcutanate, dintre care multe sunt vaccinuri vii, printre care vaccinul ROR și vaccinul împotriva varicelei, pot provoca febră și erupții cutanate, precum și un sentiment de stare generală de rău pentru o zi sau două după vaccinare.

## Tehnică
Injecțiile subcutanate se efectuează prin curățarea zonei de injectat, urmată de o injecție, de obicei sub un unghi față de piele atunci când se utilizează o seringă și un ac sau la un unghi de 90 de grade (perpendicular) dacă se utilizează un stilou injector. Unghiul adecvat de injecție se bazează pe lungimea acului utilizat și pe adâncimea grăsimii subcutanate din pielea persoanei. Un unghi de 90 de grade este întotdeauna utilizat pentru medicamente precum heparina. Dacă se administrează sub un unghi, pielea și țesutul subiacent pot fi ciupite în sus înainte de injectare. Injecția se administrează încet, durând aproximativ 10 secunde pe mililitru de lichid injectat, iar acul poate fi ținut sub piele timp de 10 secunde după injectare pentru a se asigura că medicamentul este complet injectat.:724

### Echipament
Mărimea acului utilizat poate varia de la 25 la 27, în timp ce lungimea poate varia între 10 mm și 15 mm pentru injecții care folosesc seringă și ac.:722 Pentru injecțiile subcutanate livrate folosind dispozitive precum stilouri injectoare, acul utilizat poate fi subțire, de 34 (de obicei 30-32) și lung de 3,5 mm (de obicei 3,5 mm până la 5 mm). Injecțiile subcutanate pot fi, de asemenea, administrate printr-un sistem de pompare care utilizează o canulă introdusă sub piele. Mărimea și lungimea specifice acului, precum și caracterul adecvat al unui dispozitiv, precum stilou sau pompă, se bazează pe caracteristicile straturilor pielii unei persoane.:722–724

### Locuri

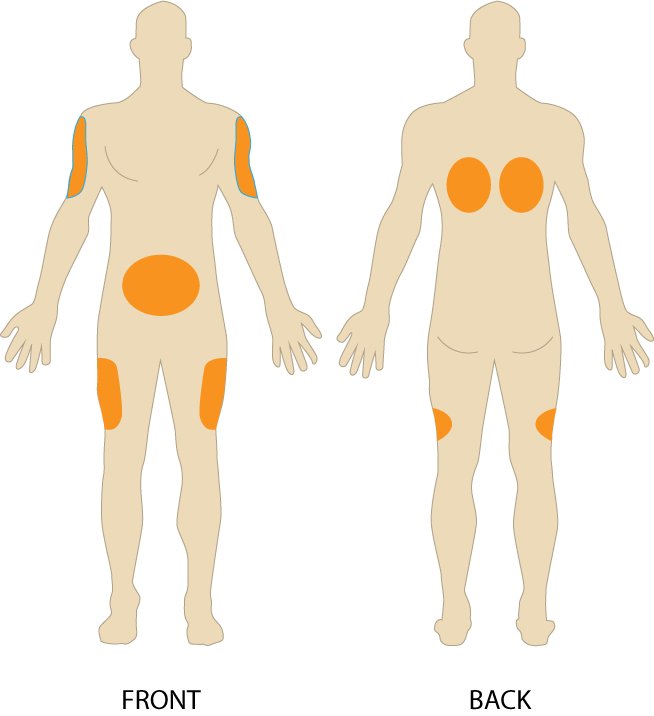
Locurile de injectare subcutanată

Locurile de injectare utilizate în mod obișnuit includ::723
- Zona exterioară a zonei superioare a brațului.
- Abdomenul, evitând un cerc de 5 cm în jurul buricului.
- Partea frontală a coapsei, între 10 cm de la vârful coapsei și 10 cm deasupra genunchiului.
- Partea superioară a spatelui.
- Zona superioară a feselor, chiar în spatele pelvisului.

Alegerea locului de injectare specific se bazează pe medicația administrată, heparina fiind administrată aproape întotdeauna în abdomen, precum și în funcție de preferințe. Injecțiile administrate frecvent sau în mod repetat trebuie administrate în locuri diferite de fiecare dată, fie în același loc general, fie într-un alt loc, dar la cel puțin un centimetru distanță de injecțiile recente.:724

### Auto-administrare
Spre deosebire de injecțiile intramusculare sau intravenoase, injecțiile subcutanate pot fi efectuate cu ușurință de către persoane cu instruire minimă. Locurile de injectare pentru auto-injectarea medicamentelor sunt aceleași ca și pentru injectarea de către un profesionist din domeniul sănătății, iar tehnica poate fi predată pacienților folosind imagini, videoclipuri sau modele ale țesutului subcutanat pentru practică. Persoanele care urmează să se auto-injecteze subcutanat trebuie să fie instruite cu privire la cum să evalueze și să rotească locul injectării dacă apar complicații sau contraindicații. Autoadministrarea prin injecție subcutanată nu necesită, în general, dezinfectarea pielii în afara mediului spitalicesc, deoarece riscul de infecție este extrem de scăzut, dar se recomandă în schimb asigurarea că locul și mâinile persoanei sunt pur și simplu curate înainte de administrare.